# کریستال لانگورن
کریستال لانگورن (انگلیسی: Crystal Langhorne؛ زادهٔ ۲۷ اکتبر ۱۹۸۶) بازیکن بسکتبال اهل ایالات متحده آمریکا است.
وی در مسابقات کشوری و بین‌المللی در مجموع برندهٔ ۱ مدال طلا شده‌است.